# UEFA Cup 1978-79
UEFA Cuppen 1978-79 blev vundet af vesttyske Borussia Mönchengladbach over jugoslaviske Røde Stjerne Beograd. Allan Simonsen scorede det afgørende mål for  Gladbach.

## Turneringen
Esbjerg fB og  B1903 repræsenterede Danmark i turneringen. Vestjyderne kom videre fra 1. runde med en samlet 1-0 sejr over norske  IK Start, mens københavnerne fra B 1903 måtte forlade turneringen i 1. runde efter et samlet nederlag på 6-5 mod Kuopio PS fra Finland. 
I 2. runde var det Esbjergs tur til at møde Kuopio, som vestjyderne samlet besejrede med 6-1.  I 3. runde måtte Esbjerg imidlertid forlade turneringen efter et samlet 6-1 nederlag til Hertha Berlin fra Østtyskland. 
Semifinalerne stod mellem Røde Stjerne Beograd - Hertha Berlin og Borussia Mönchengladbach -  Duisburg. Førstnævnte endte samlet 2-2, hvorefter Røde Stjerne gik i finalen på reglen om udebanemål. Sidstnævnte blev vundet af tyskerne med samlet 6-3. Danske Allan Simonsen var med 3 mål i semifinalerne stærkt medvirkende til  Gladbachs sejr. 
Første finalekamp blev spillet i Beograd den 9. maj og endte 1-1. I den anden finalekamp i Düsseldorf den 23. maj afgjorde Simonsen kampen til tyskernes fordel med sejrsmålet til 1-0. Dermed vandt  Gladbach dette års UEFA Cup. 
Allan Simonsen blev turneringens topscorer med 9 mål. 